# Hrabstwo Floyd (Indiana)

Piramida wieku hrabstwa

Hrabstwo Floyd (ang. Floyd County) – hrabstwo w stanie Indiana w Stanach Zjednoczonych.

## Geografia
Według spisu z 2010 roku obszar całkowity hrabstwa obejmuje powierzchnię 148,96 mili2 (385,8 km²), z czego 147,94 mili2 (383,16 km²) stanowią lądy, a 1,02 mili2 (2,64 km²) stanowią wody. Według szacunków United States Census Bureau w roku 2012 miało 75 283 mieszkańców. Jego siedzibą administracyjną jest New Albany.

### Miasta
- Galena (CDP)
- Georgetown
- Greenville
- New Albany